# برنت‌ویل (ویرجینیای غربی)
برنت‌ویل (به انگلیسی: Brantville) یک منطقهٔ مسکونی در ایالات متحده آمریکا است که در شهرستان گرین‌بریر، ویرجینیای غربی واقع شده‌است. برنت‌ویل ۷۰۴٫۱ متر بالاتر از سطح دریا واقع شده‌است.